# NFKB2
NFKB2‏ (Nuclear factor kappa B subunit 2) هوَ بروتين يُشَفر بواسطة جين NFKB2 في الإنسان.